# Thập giác
Trong hình học, một hình thập giác là bất kỳ đa giác nào có mười cạnh và mười góc, và trên thực tế hình thập giác thường được đề cập tới là hình thập giác đều, có các cạnh bằng nhau và các góc trong bằng nhau và bằng 144°. Ký hiệu Schläfli của hình thập giác là {10}.

## Dựng hình
Một hình thập giác đều được dựng bằng compa và thước thẳng:
Một phương pháp khác (không tương đồng) theo các bước sau:
1. Dựng một hình ngũ giác đều trong một vòng tròn bằng các cách được đưa ra trong dựng hình ngũ giác đều.
2. Vẽ một đường thẳng nối từng đỉnh của ngũ giác đều với tâm của vòng tròn kéo dài về cạnh đối diện vối đỉnh ban đầu. Điểm giao nhau của đường thẳng với vòng tròn chính là đỉnh của hình thập giác đều.
3. Năm đỉnh của hình ngũ giác trở thành năm đỉnh của hình thập giác. Sau đó nối các đỉnh kề nhau để tạo thành hình thập giác đều.

## Diện tích

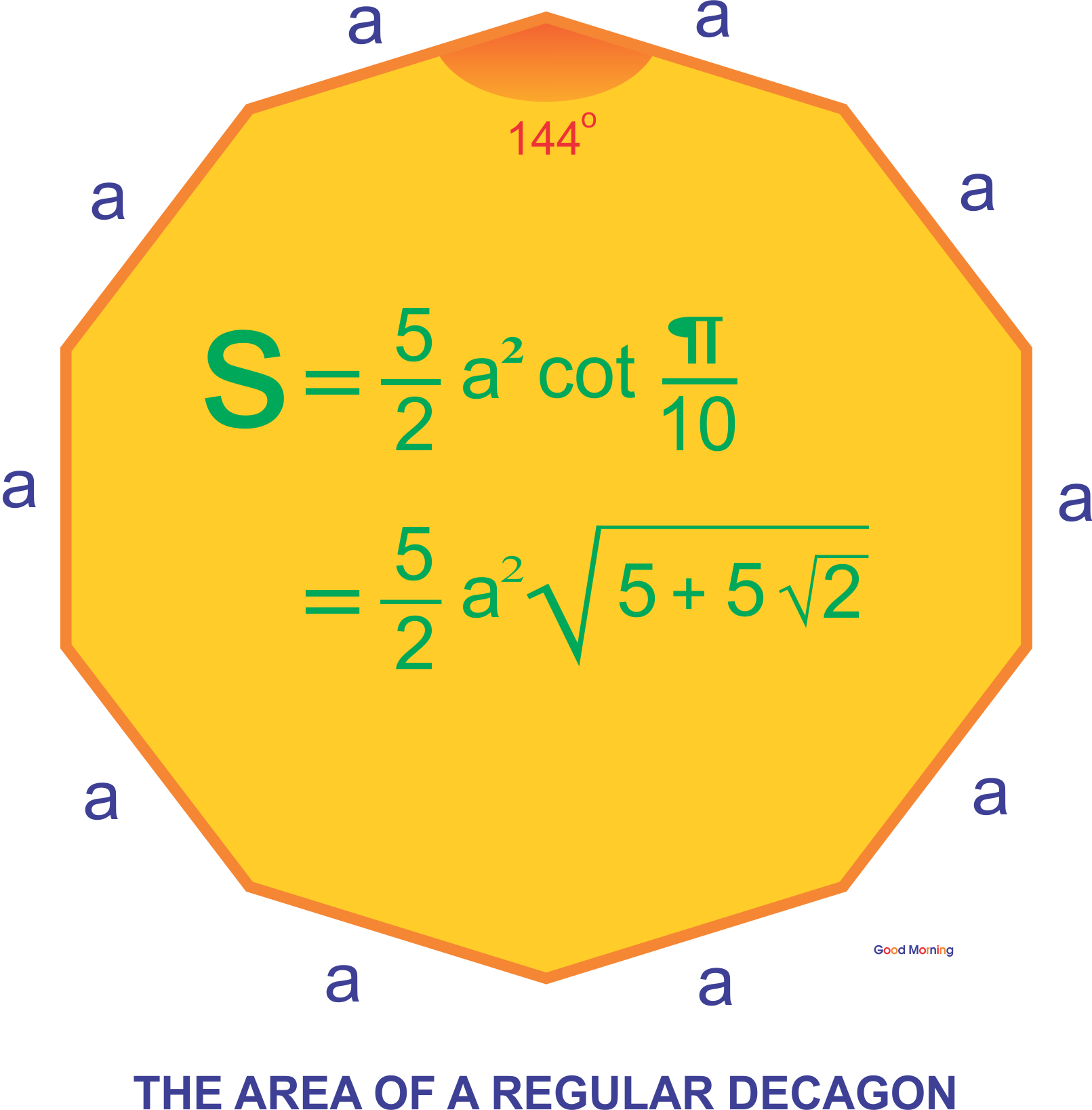
Diện tích hình thập giác đều

Diện tích của hình thập giác đều được tính theo công thức {\displaystyle \ A=2.5dt}. Trong đó t chiều dài của một cạnh và d là khoảng cách giữa hai cạnh song song.
d = 2t(cos54° + cos18°)  là công thức tính diện tích theo hình học lượng giác.

## Cạnh
Cạnh của hình thập giác đều tính theo đơn vị hình tròn là {\displaystyle {\tfrac {-1+{\sqrt {5}}}{2}}={\tfrac {1}{\phi }}}, trong đó {\displaystyle \phi } là tỉ lệ vàng, {\displaystyle {\tfrac {1+{\sqrt {5}}}{2}}}.

## Đa giác Petrie
Hình thập giác đều trong đa giác Petrie được vẽ trong hình đa diện có số mặt lớn hơn 7, trong phép chiếu trực diện:
| Dodecahedron (3D) | Icosahedron (3D) | 5-orthoplex (5D) | Rectified 5-orthoplex (5D) |
| 5-cube (5D)       | 6-demicube (6D)  | 9-simplex (9D)   |                            |